# The Ghan
Il Ghan è un treno passeggeri operante tra Adelaide, Alice Springs, e Darwin in Australia. Gestito dalla Great Southern Railway e con locomotive fornite dalla Pacific National, il viaggio dura 48 ore e percorre 2979 chilometri (1852 miglia). Il nome è un'abbreviazione del suo precedente soprannome The Afghan Express, che deriva dalle carovane di cammellieri afghani, che a lato dei loro animali faticosamente percorrevano la stessa tratta prima dell'avvento della ferrovia.

## Storia
| Head station |

| Stop on track |

| Stop on track |

| Station on track |

| Stop on track |

| Unknown route-map component "STR+GRZq" |

| Stop on track |

| Stop on track |

| Stop on track |

| Stop on track |

| Stop on track |

| Stop on track |

| Stop on track |

| Stop on track |

| End station |

### Il Ghan Originale

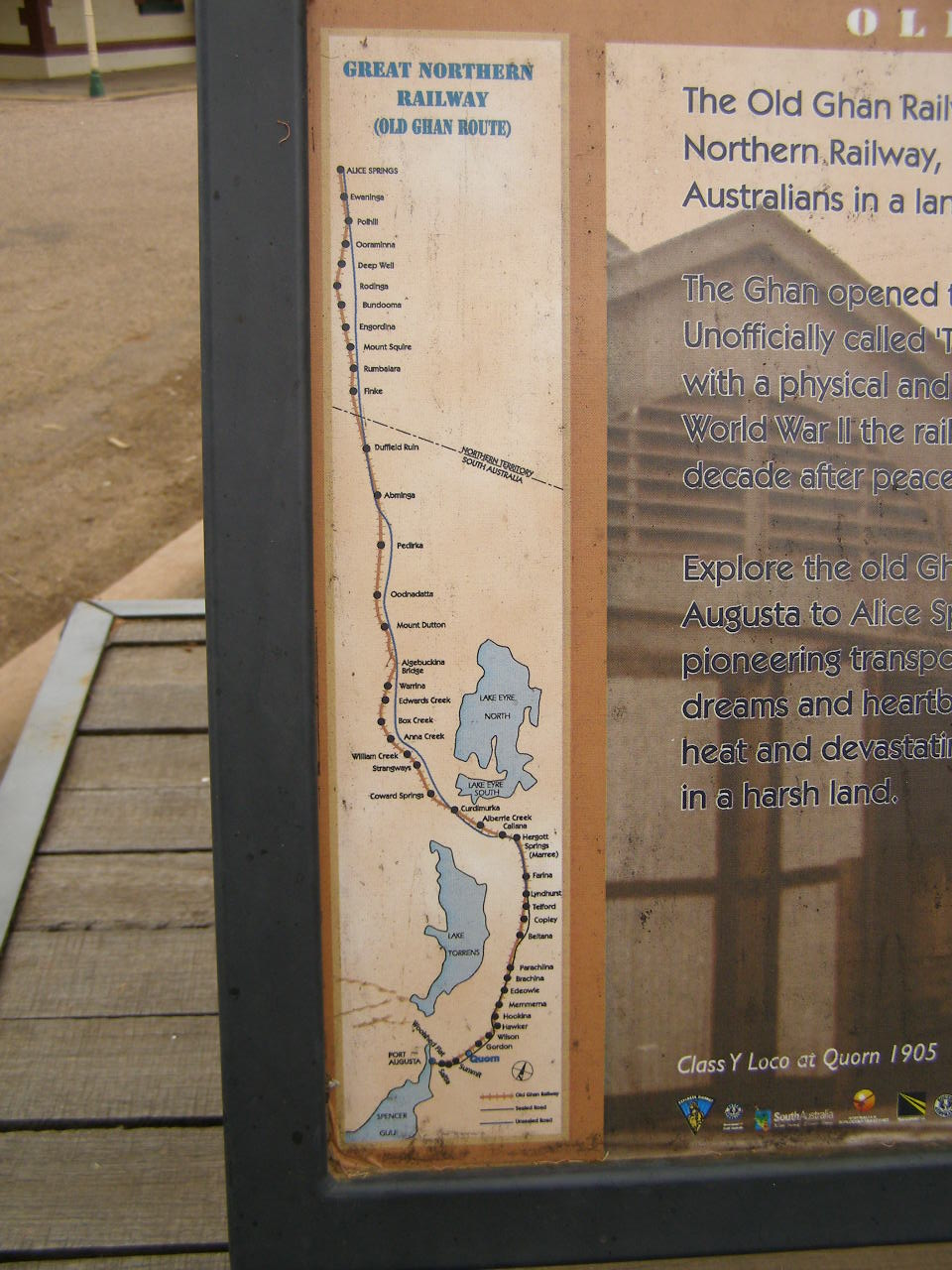
Il vecchio percorso del Ghan

La costruzione di quello che oggi è conosciuto come Ghan cominciò nel 1878 quando il premier dell'Australia Meridionale, Sir William Jervois inaugurò i lavori a Port Augusta. La linea raggiunse Hawker nel giugno del 1880, Beltana nel luglio del 1881, Marree nel gennaio del 1884 e Oodnadatta il 7 gennaio 1891. I lavori di ampliamento della linea al fine di arrivare ad Alice Springs non cominciarono fino al 1926, e vennero completati nel 1929. Fino ad allora la tratta finale del viaggio veniva completata con l'utilizzo dei cammelli. Infatti, il nome del treno è un omaggio ai conducenti dei cammelli afghani che arrivati in Australia nel XIX secolo, furono di aiuto per trovare dei modi per raggiungere l'entroterra inesplorato. Benché a partire dal completamento della tratta per Alice Springs, vi fossero dei piani per cominciare l'ampliamento della linea fino a Darwin, a causa delle perdite finanziarie, questi furono sempre rinviati. La tratta originale del Ghan seguiva la stessa strada del telegrafo, che era ritenuta la strada intrapresa da John McDouall Stuart durante il suo attraversamento dell'Australia nel 1862.

### Nuova Linea
La tratta originale, realizzata in maniera approssimativa e senza un accurato studio idrogeologico, fu soggetta ad una serie di gravi danni e malfunzionamenti dovuti ad allagamenti e smottamenti.
Il Ghan percorse per l'ultima volta la tratta originale nel 1980 e la sua preservazione come monumento storico è ora nelle mani della "The Ghan Preservation Society".
La nuova linea è localizzata in gran parte in una zona diversa, a circa 160 chilometri (100 miglia) a ovest della vecchia, con un percorso scelto con maggiore accortezza, quindi meno soggetto agli allagamenti, e alle devastanti piene improvvise delle fiumare normalmente asciutte dovute alle piogge inattese, che funestarono gravemente la vecchia linea. Con la nuova linea, grazie anche alla migliore qualità delle opere, si è avuta una maggiore affidabilità del percorso, e la puntualità dei treni.

### Connessione a Darwin
La costruzione della tratta Alice Springs - Darwin era considerata il più grande progetto di ingegneria civile in 50 anni fino alla creazione Snowy Mountains Scheme, il più grande progetto nella storia australiana.
La costruzione della linea cominciò nel luglio del 2001, e il primo passeggero raggiunse Darwin il 4 febbraio 2004, dopo oltre un secolo di progettazione e attesa, e un costo di 1.3 miliardi di dollari australiani.  L'arrivo del Ghan a Darwin significò una nuova era del turismo nel Territorio del Nord, rendendo i viaggi per la regione più facili e convenienti, e fornendo un migliore accesso alla regione per le comunità aborigene. Il collegamento inoltre consentirà un maggiore movimento di merci attraverso la regione, si spera che questo possa rendere Darwin un altro centro commerciale con l'Asia.
In preparazione alla connessione con Darwin, una delle locomotive fu chiamata Steve Irwin, con la speranza che un volto noto dell'Australia potesse aiutare a promuovere il nuovo servizio turistico.

## Operatività

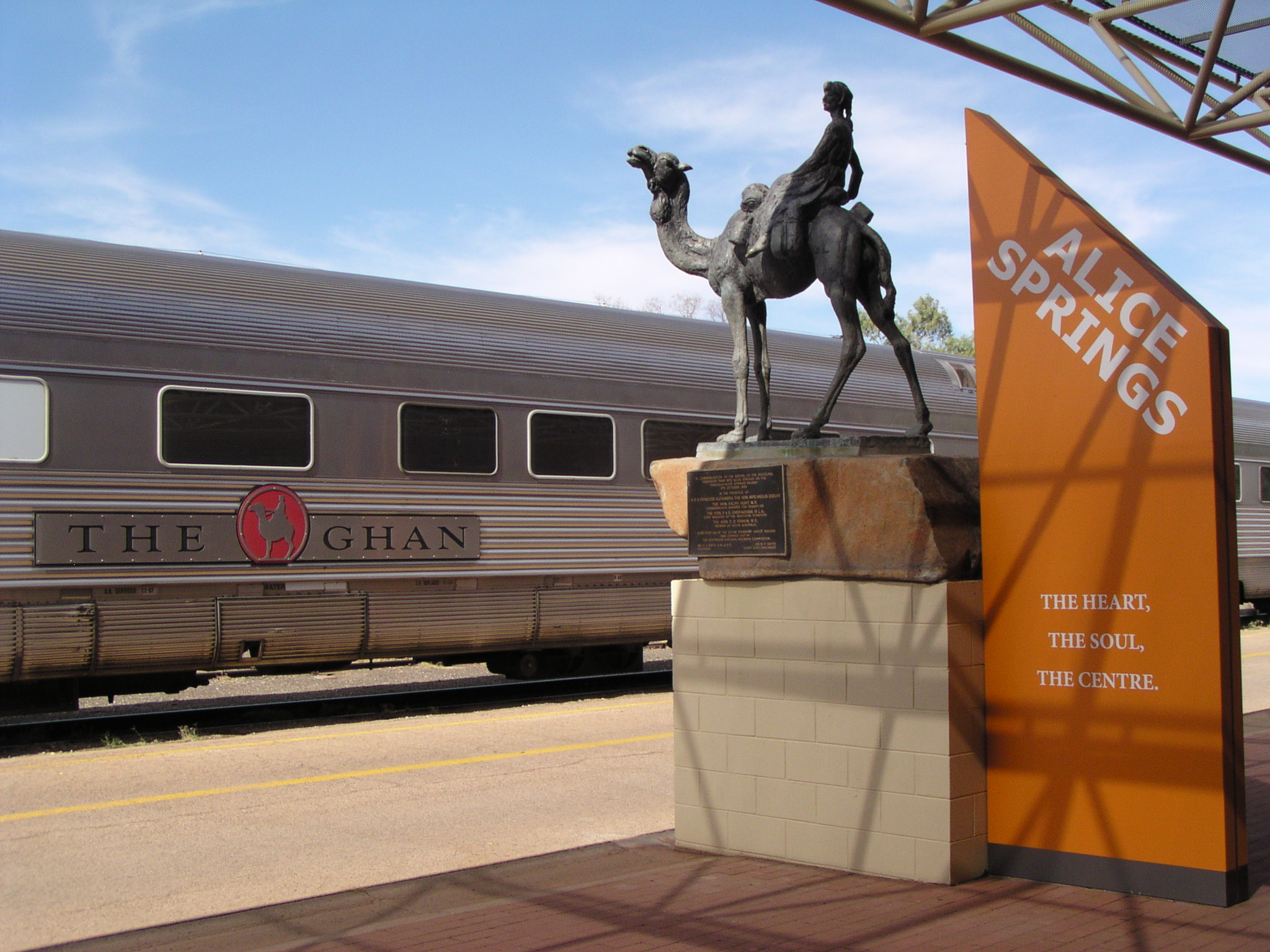
The Ghan ad Alice Springs, 12 marzo 2007.

Il Ghan è gestito dalla Great Southern Railway, parte del Serco Group. Oltre ad Adelaide, Alice Springs e Darwin, il treno fa anche una fermata a Katherine. Gli stop a Katherine e Alice Springs consentono il tempo per un tour facoltativo. La lunghezza media del treno è di 686 metri, ma si sono registrati anche treni di oltre 49 carrozze, lunghi 1200 metri.
La risposta iniziale alla connessione realizzata con Darwin, è andata oltre le aspettative, portando all'aumento dei servizi anche nelle stagioni non di punta.
Il Ghan effettua normalmente due corse complete a settimana da Adelaide a Darwin e ritorno, ma l'attuale crisi finanziaria mondiale ha ridotto la frequenza delle corse ad una corsa a settimana nei due sensi, durante la bassa stagione (da novembre a maggio).

## Incidenti
- Il 24 ottobre 2002, il Ghan si scontrò con uno scuolabus a Salisbury in Australia Meridionale. Quantunque non fossero registrati danni significativi ai passeggeri del Ghan, quattro persone all'interno del bus rimasero uccise.[25]
- Il 12 dicembre 2006, il Ghan si scontrò con un camion ad un passaggio a livello e deragliò a 35 km a sud di Adelaide River nel Territorio del Nord. Una donna rimase gravemente ferita, mentre altri passeggeri vennero leggermente feriti. Secondo la Polizia dei Territori del Nord il conducente del camion fu arrestato,[26] formalmente accusato[27] e riconosciuto colpevole[28].
- Il 4 marzo 2007, le piogge distrussero una porzione di massicciata tra Darwin e Adelaide River. Per tutto il tempo necessario ai ripristini, tutti i treni fecero capolinea a Katherine.[29]
- Il 6 agosto 2007, il Ghan si scontrò con un camion ad un passaggio a livello a 50 km a nord di Adelaide in Australia Meridionale. Tre passeggeri riportarono danni minori, a causa dello shock sofferto, mentre il camionista rimase temporaneamente intrappolato nel veicolo fino all'intervento dei soccorritori.[30]
- Il 6 giugno 2009, un turista americano di 19 anni rimase aggrappato all'esterno del treno per 200 km, poiché al rientro sul treno dopo una sosta a Port Augusta rimase chiuso fuori, con i bagagli ed il passaporto all'interno del treno. Fu salvato solo quando un altro passeggero, Marty Wells, sentì le sue urla e riuscì a far fermare il treno.[31]